# Ubung (Denpasar Utara)
Ubung is een bestuurslaag in het regentschap Denpasar van de provincie Bali, Indonesië. Ubung telt 11.988 inwoners (volkstelling 2010).